# Aérostatique
Cet article concerne l'aérostatique, une branche de la mécanique qui étudie les gaz. Pour l'aéronef utilisant ce principe, voir aérostat.

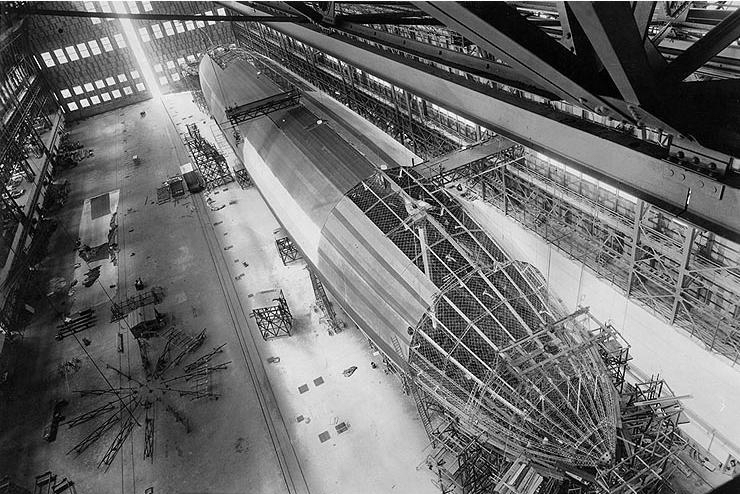
Les aérostats utilisent le principe de l'aérostatique.

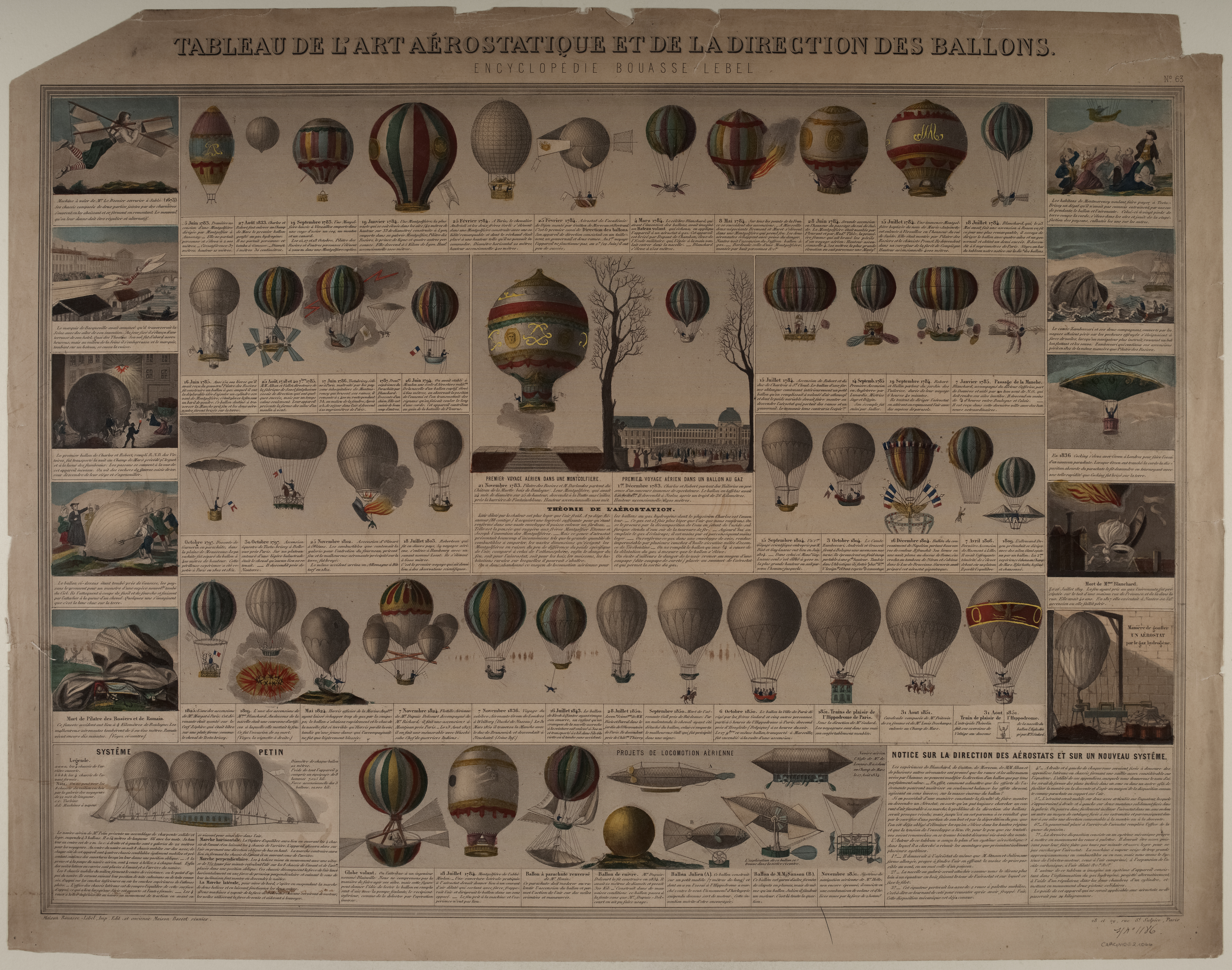
Tableau de l'art aérostatique et de la direction des ballons.

L’aérostatique est l'étude de l'effet des gaz qui ne sont pas en mouvement, par opposition à l'aérodynamique qui traite de l'écoulement de ces gaz. C'est un sous-domaine de l'hydrostatique, également connue comme statique des fluides.
L'aérostatique étudie l'assignation de la densité, particulièrement dans l'air. L'une de ses applications est la définition de la formule du nivellement barométrique.
Un aérostat — tel qu'un dirigeable ou une montgolfière — utilise les principes de l'aérostatique (flottabilité par poussée d'Archimède), à l'inverse des aérodynes sustentés par un mouvement dynamique.

## Domaines d'étude
- Fluctuation de la pression atmosphérique
- Composition de l'air
- Section transversale de l'atmosphère
- Densité du gaz
- Diffusion du gaz sur le sol
- La pression du gaz
- Théorie cinétique des gaz
- Pression partielle dans les mélanges de gaz
- Mesure de la pression